# بافل ماسلاك
بافل ماسلاك (بالتشيكية: Pavel Maslák) مواليد 21 فبراير 1991 في هافروف، تشيكوسلوفاكيا، هو عداء تشيكي متخصص في سباق 200 متر. مثل بلاده في الأولمبياد. فاز بجائزة أفضل لاعب قوى في أوروبا في سنة 2012.

## الميداليات
| الميدالية | المسابقة                                    |
| --------- | ------------------------------------------- |
| ذهبية     | بطولة العالم لألعاب القوى داخل الصالات 2014 |
| ذهبية     | بطولة أوروبا لألعاب القوى 2012              |
| ذهبية     | بطولة أوروبا لألعاب القوى داخل الصالات 2013 |
| ذهبية     | بطولة أوروبا لألعاب القوى داخل الصالات 2015 |
| فضية      | بطولة أوروبا لألعاب القوى للناشئين 2009     |

## روابط خارجية
- بافل ماسلاك على موقع الاتحاد الدولي لألعاب القوى (الإنجليزية)
- بافل ماسلاك على موقع الدوري الماسي (الإنجليزية)
- بافل ماسلاك على موقع اللجنة الأولمبية الدولية (الإنجليزية)
- بافل ماسلاك على موقع أوليمبيديا (الإنجليزية)
- بافل ماسلاك على موقع اللجنة الأولمبية التشيكية (التشيكية)